# کتی الیس
کتی الیس (به انگلیسی: Kathy Ellis) (زادهٔ ۲۸ نوامبر ۱۹۴۶) شناگر اهل ایالات متحده آمریکا است.